# Walrus Island (Pribilof Islands)
Walrus Island ist eine sehr kleine Insel aus der Inselgruppe der Pribilof Islands, nördlich der Aleuten im Beringmeer gelegen. Sie gehört administrativ zum US-Bundesstaat Alaska und ist unbewohnt. Die Walross-Insel ist 0,2 km² groß.